# Wahlkreis Jena – West
Der Wahlkreis Jena – West war ein Landtagswahlkreis zur Landtagswahl in Thüringen 1990, der ersten Landtagswahl nach der Wiedergründung des Landes Thüringen. Er hatte die Wahlkreisnummer 23.
Der Wahlkreis umfasste den Stadtteil West der Universitätsstadt Jena.

## Ergebnisse
Die Landtagswahl 1990 fand am 14. Oktober 1990 statt und hatte folgendes Ergebnis für den Wahlkreis Jena – West:
| Direktkandidat | Partei (Kürzel) | Erststimmen (%) | Zweitstimmen (%) |
| -------------- | --------------- | --------------- | ---------------- |
| Axel Stelzner  | CDU             | 36,7            | 32,6             |
|                | Chr. L          | -               | 00,2             |
|                | DFD             | 00,9            | 00,6             |
|                | REP             | -               | 00,6             |
|                | DBU             | 00,3            | 00,2             |
|                | DSU             | 02,5            | 02,9             |
|                | F.D.P.          | 10,1            | 12,8             |
|                | LL-PDS          | 11,6            | 12,3             |
|                | NPD             | -               | 00,3             |
|                | NFGRDJ          | 14,5            | 12,8             |
|                | SPD             | 22,4            | 24,0             |
|                | UFV             | 00,8            | 00,7             |

Es waren 41.672 Personen wahlberechtigt. Die Wahlbeteiligung lag bei 70,5 %.  Als Direktkandidat wurde Axel Stelzner (CDU) gewählt. Er erreichte 36,7 % aller gültigen Stimmen.